# Fauconcourt
Fauconcourt é uma comuna francesa na região administrativa do Grande Leste, no departamento de Vosges. Estende-se por uma área de 4.9 km². Em 2010 a comuna tinha 133 habitantes (densidade: 27,1 hab./km²).